# Uttamapālaiyam
Uttamapālaiyam är en ort i Indien.   Den ligger i distriktet Theni och delstaten Tamil Nadu, i den södra delen av landet, 2 100 km söder om huvudstaden New Delhi. Uttamapālaiyam ligger 386 meter över havet och antalet invånare är 22 778.
Terrängen runt Uttamapālaiyam är platt österut, men västerut är den kuperad. Runt Uttamapālaiyam är det tätbefolkat, med 459 invånare per kvadratkilometer. Närmaste större samhälle är Cumbum, 9,1 km sydväst om Uttamapālaiyam. Trakten runt Uttamapālaiyam består till största delen av jordbruksmark.